# Brutalism

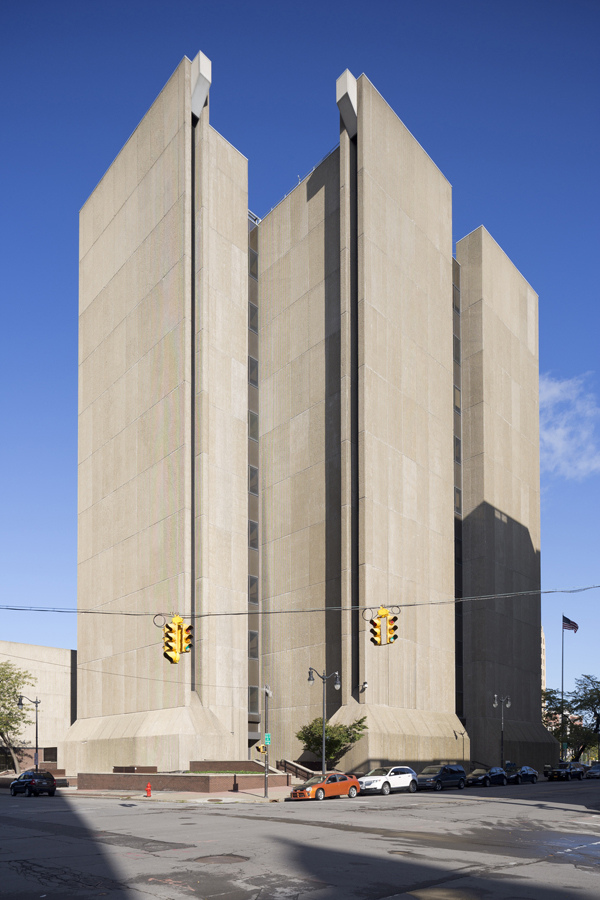
Clădirea Tribunalului din Buffalo City (Buffalo City Court Building), 1971 - 1974, realizatorii proiectului fiind, firma de arhitecți Pfohl, Roberts and Biggie

Brutalismul este numele generic al unui stil arhitectural care a derivat din modernism, „înflorind” în anii 1950, 1960 și 1970.
Stilul brutalist a fost în mare parte inspirat de operele arhitectului elvețian Le Corbusier, și în particular, de către clădirea Unité d'Habitation din Marseille,respectiv de operele arhitectului Ludwig Mies van der Rohe, importantă figură în mișcarea artistică și culturală Bauhaus (1919 - 1933).
Termenul de „brutalism” a originat din expresia franceză "béton brut" sau "beton brut," adică beton nefinisat. Clădirile brutaliste sunt de obicei realizate în forme ce sunt șocant de geometrice, repetitive, amintind de blocuri de beton armat nefinisat, relevând adeseori textura lemnului folosit la realizarea cofrajelor turnării betonului brut.
Brutalismul a fost adeseori asociat cu o ideologie socială utopică, care era susținută de designerii săi, în special de către cuplul de arhitecți Peter și Alison Smithson, la apogeul mișcării.  Decăderea și crescânda nepopularitate a stilului și a ideologiei brutaliste în anii 1960 - 1970 s-a datorat în parte tendinței firești de descreștere a interesului față de urbanismul social (în special în Marea Britanie, dar și în Germania și Franța), precum și de atracția  generată  de alte soluții urbane, mai atrăgătoare arhitectural, estetic, stilistic și funcțional.

## Stilul  brutalist

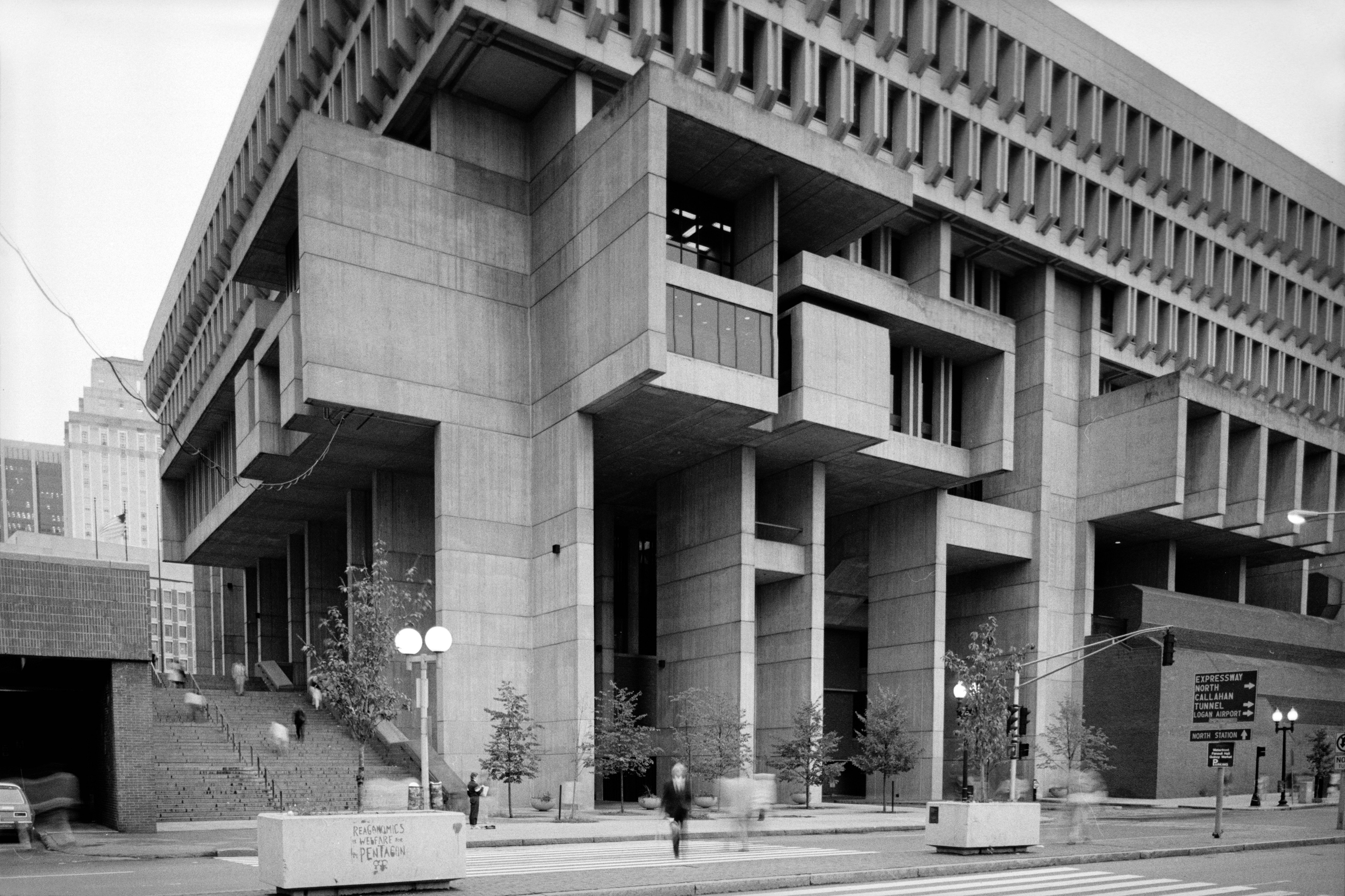
Boston City Hall, parte a Government Center, Boston, Massachusetts
(realizatori Gerhardt Kallmann și N. Michael McKinnell, 1969.

Brutalismul este asemănător, până la un anumit punct, atât cu modernismul cât și cu stilul internațional din arhitectură. Nu întâmplător, acesta este unul din motivele esențiale ale confuziei dintre aceste stiluri arhitecturale. Toate aceste stiluri utilizează masiv repetiția și regularitatea ca procedee standard, dar brutalismul se detașează prin folosirea obsesivă a repetiției și prin încorporarea unor neregularități care se vor a fi șocante.

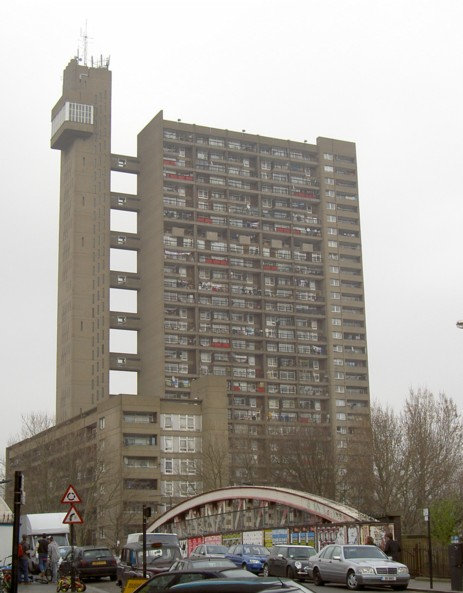
Trellick Tower, London
(Goldfinger, 1972)

O altă temă comună a designului în brutalism este expunerea vizibilă, în exterior, deseori  ostentativă, a funcțiilor clădirii, variind între relevarea structurii și serviciilor pînă la folosirea concretă a sa de către oameni. Altfel spus, stilul brutalist este o „sărbătoare a betonului”. În imaginea alăturată, înfățișând Primăria orașului Boston, Massachusetts, Boston City Hall, porțiuni diferite ale clădirii impresionează retina diferit, indicând limpede natura și forma încăperilor din spatele fiecărei variații a fațadei clădirii. Astfel se pot distinge cu precizie biroul primarului, sala de consilii, etc. Similar, dintr-o altă perspectivă a brutalismului, facilitățile care sunt de obicei ascunse, așa cum ar fi turnul de apă al unei școli proiectată și realizată în manieră brutalistă, Hunstanton School, este realizat intenționat șocant vizibil.
Diferiți critici ai stilului argumentează că natura stilului brutalist face clădirile respective distante, reci, neprietenoase și necomunicative, în loc de a „citi” totul în maniera intenționată de realizatori, integrant, eficient și protectiv. De exemplu, intrarea unui structuri brutaliste este astfel proiectată încât nu este evidentă pentru nici un privitor, trecător sau vizitator.
Brutalismul este adeseori criticat privindu-l rupt din context, fără nici o legătură cu implicațiile sociale, istorice și arhitecturale ale mediului în care a fost folosit și motivele pentru care a fost folosit, pledând incorect desigur, pentru o aparență a sa stranie, deplasată și străină locului.

## Istorie
Brutalismul a primit un impuls semnificativ în Marea Britanie, după cel de-al doilea război mondial, într-o Anglie aflată într-o depresie economică datorată ravagiilor provocate de război, care căuta cu „disperare” soluții implicând metode de proiectare și construire ieftină de locuințe, magazine și clădiri guvernamentale. Fiind combinat cu intențiile progresiste din spatele „străzilor care duc la cer”, expresie generată de clădirea Unité d'Habitation a lui Le Corbusier (vezi prima imagine), brutalismul a fost promovat ca o mișcare arhitecturală, dar și socială pozitivă, o soluție la probleme urbane și sociale ale mijlocului secolului 20.
În realitate, multe din clădirile epigonice maestrului Corbusier erau mult mai simpliste decât teoretizase și realizase practic acesta. În locul intențiilor clar exprimate ale arhitectului elvețian, multe din clădirile brutaliste ulterioare au creat locuri tenebroase, claustrofobice și ademenitoare creării unei subculturi a violenței și a bandelor de răufăcători. Dintre acestea, Robin Hood Gardens din Anglia este un exemplu notoriu ilustrativ al deviației sociale produse de clădiri brutaliste total nereușite. În plus, răceala coloanelor gri sub un cer nordic cenușiu îndeamnă la acte de vandalizare de tip graffiti.
Designul brutalist al multor clădiri a fost adesea criticat ca fiind (foarte) neplăcut ochiului.  Spre exemplu, ghidul Londrei numit The Fodor's guide to London menționează clădirea de birouri cunoscută ca 50 Queen Anne's Gate ca fiind „mătăhăloasă” (în original, hulking). Caracterizarea este reală, întrucât brutalismul apelează „masiv” la folosirea betonului, care se toarnă ușor, este ușor de întreținut, dar poate fi modificat foarte greu. Oricum, în cazul clădirii Trellick Tower, designul acesteia s-a dovedit a fi plăcut tuturor ce locuiesc acolo, atât celor care închiriază cât și celor care au proprietăți. În timp, s-a întâmplat adesea ca multe structuri brutaliste să devină apreciate ca semne ale locului datorită unicității lor precum și a aparenței lor care atrage privirea.

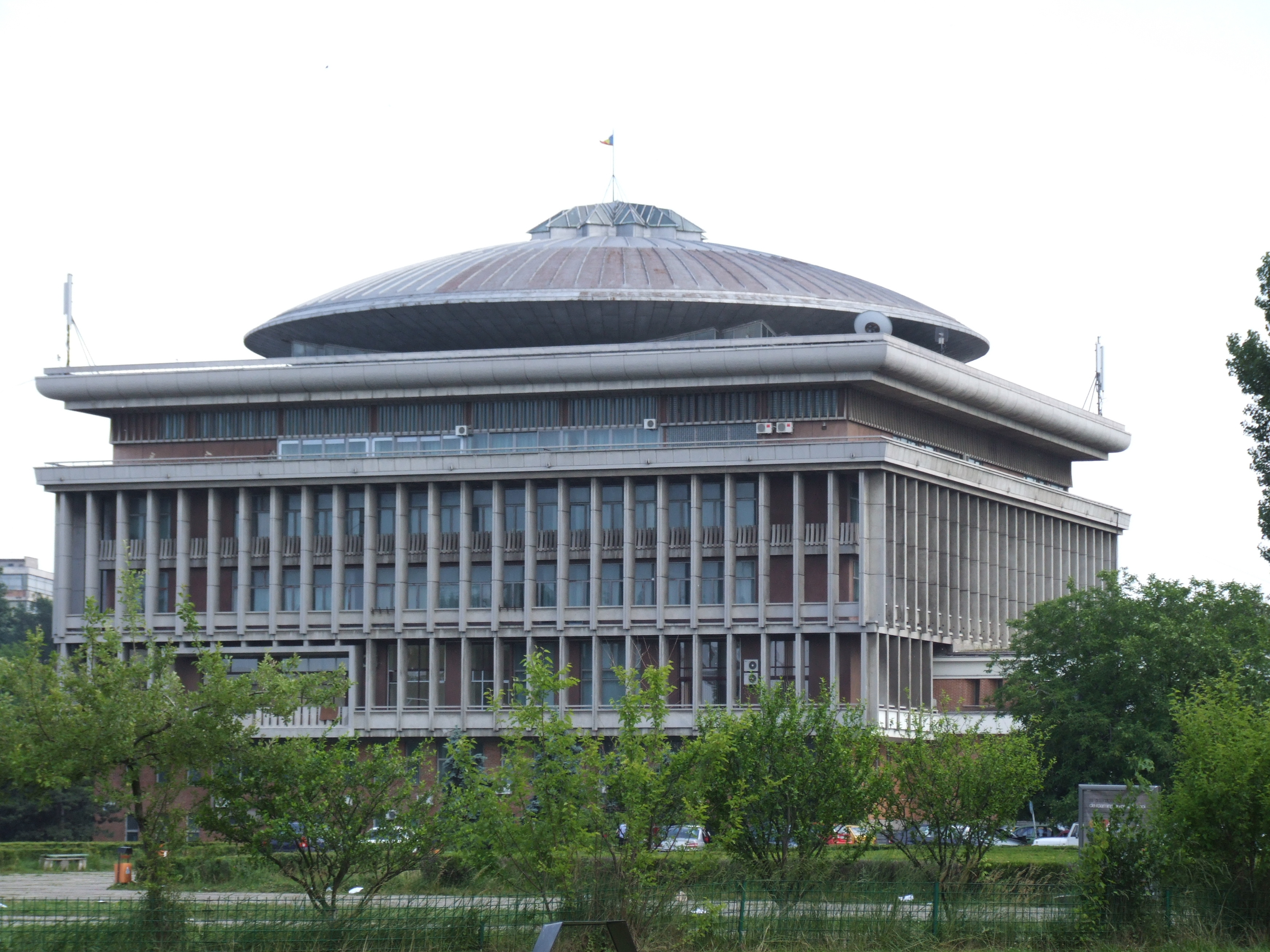
Universitatea Politehnica din București Octav Doicescu
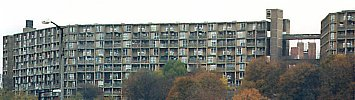
Park Hill, Sheffield Lynn, Smith 1961
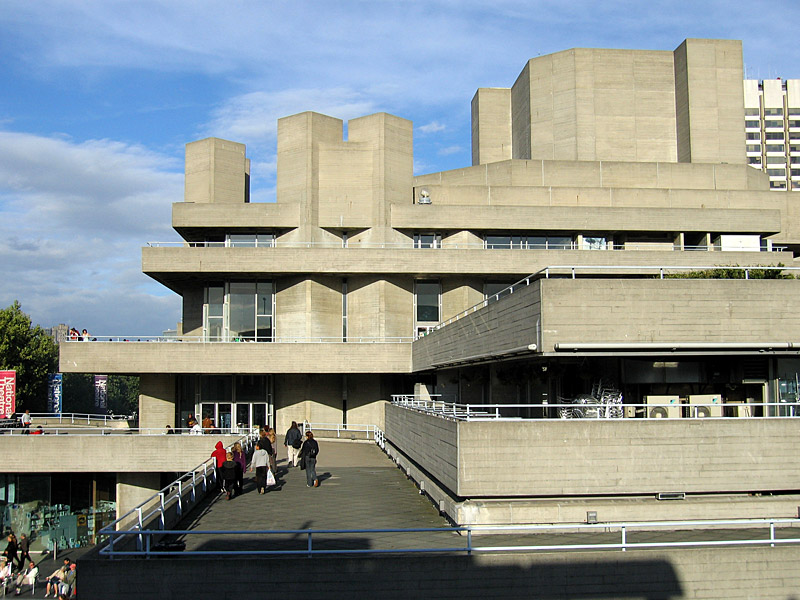
Royal National Theatre, London Lasdun 1976
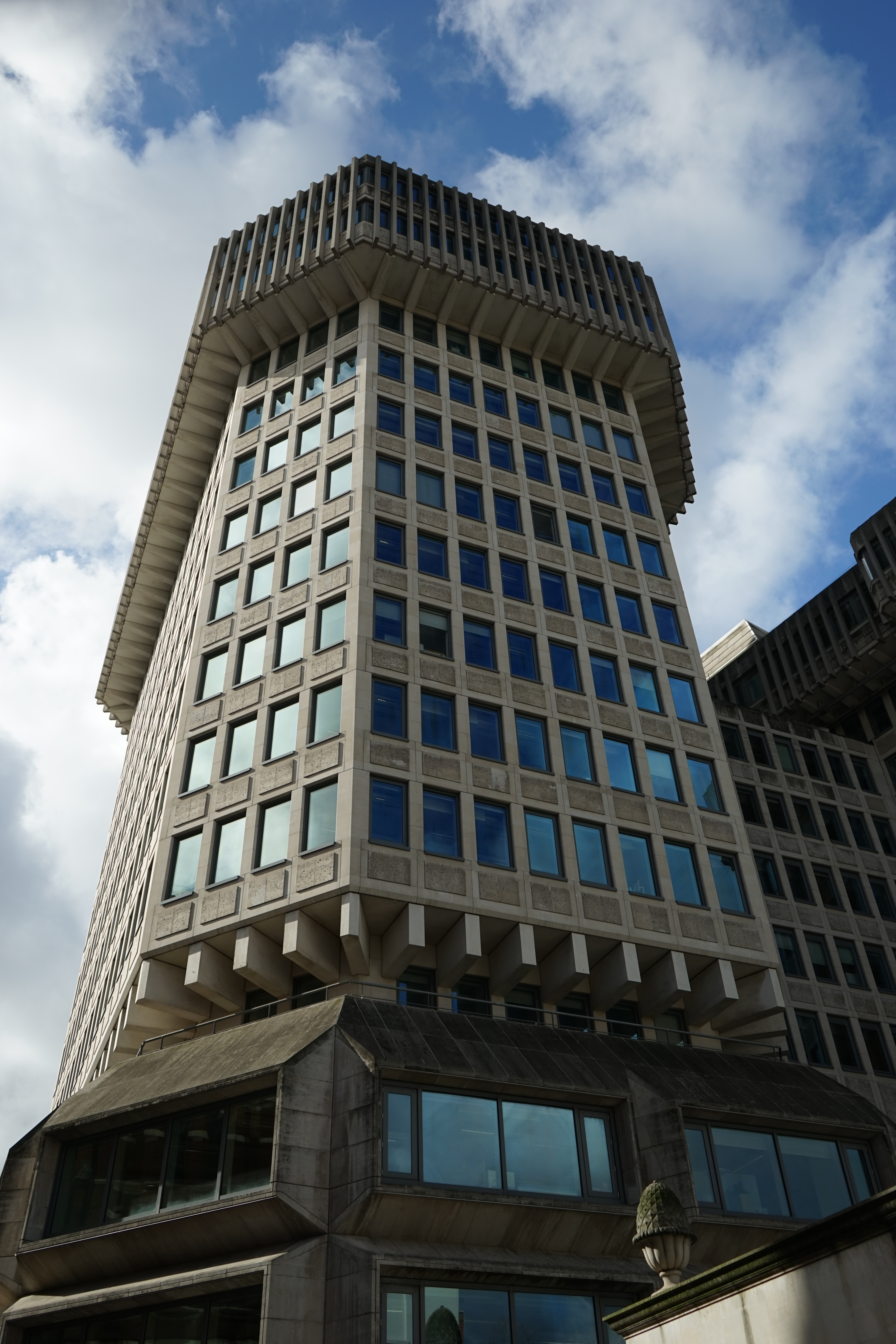
Ex-Home Office building, London Spence 1976
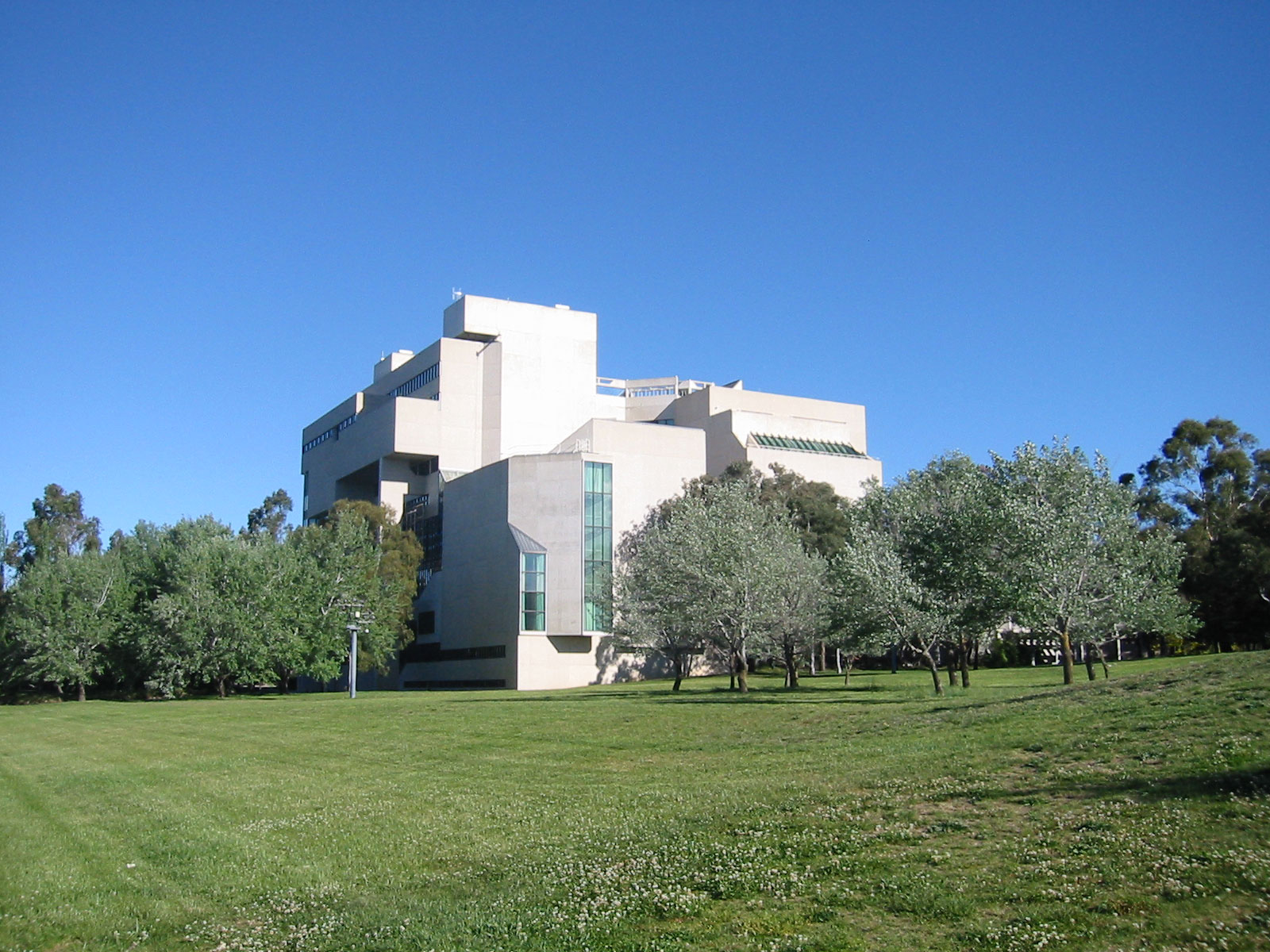
High Court of Australia, Canberra Chris Kringas - Edwards Madigan Torzillo Briggs Pty Ltd 1980
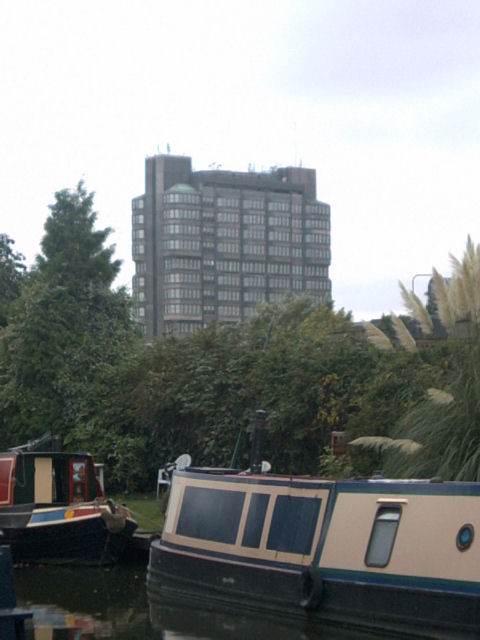
Buckinghamshire County Hall, Aylesbury Pooley 1966
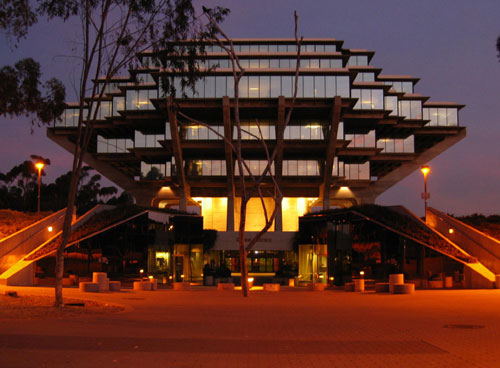
Theodor Geisel Library, UCSD William Pereira 1970
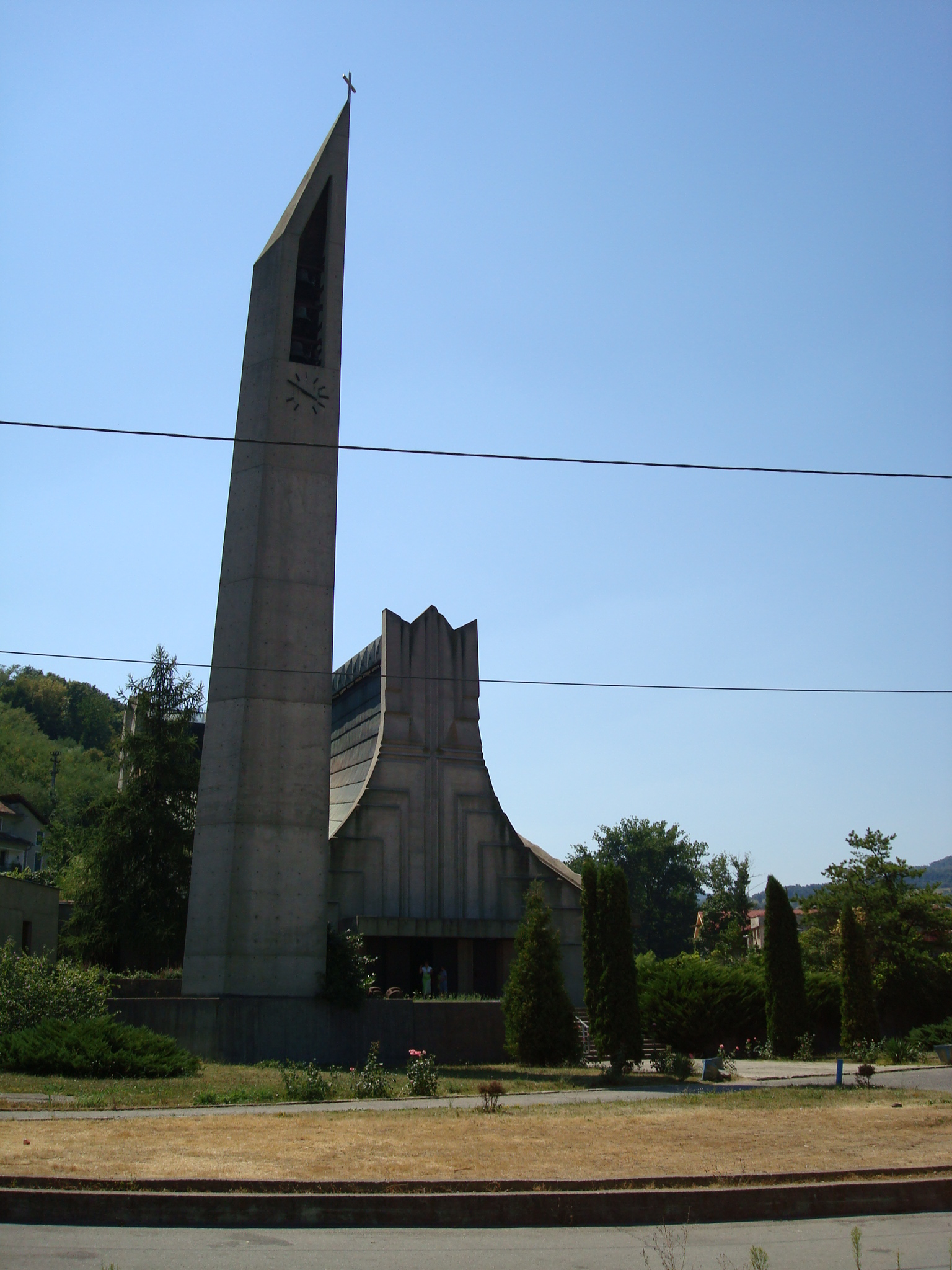
Biserica romano-catolică din Orșova, Hans Fackelmann, 1971